# Замок Гленарт
Замок Гленарт (англ. Glenart Castle) — один из замков Ирландии, расположенный в графстве Уиклоу. Замок содержит высокую башню и парапеты из зубцов. Построенный как жилой особняк в стиле старинного замка.

## История
Сначала замок Гленарт построили как охотничий дом в псевдоготическом стиле, потом построили как замок для жилья в 1800 году. Замком владел аристократ Джон Джошуа Караул, граф Крайсфорт — британский юрист, дипломат, политик (партия Вигов) и поэт. Он был избран членом Королевского научного общества в 1779 году, кавалер ордена Святого Патрика, член Тайного Совета Ирландии. Был послом Англии в Берлине в 1800 году. С 1801 года — депутат парламента Великобритании (палата лордов). Затем замком владел Гранвиль Караул. Он служил на флоте Великобритании, участвовал в Наполеоновских войнах, затем был депутатом парламента Великобритании.
Замок был существенно перестроен в 1820 году. Позже замком владел Парк Невилл с 1840 года и называл его замок Килкарра.
В 1869 году замок Гленарт был отреставрирован Джоном МакКарди. Во время восстания и войны за независимость Ирландии в 1920 году замок был сожжен, но семья хозяев проживала в неповрежденной секции замка. В 1940 году замок Гленарт купил религиозный орден и отремонтировал его и достроил огромное крыло. Сейчас в замке отель.